# Лаго
Ла̀го (на италиански: Lago, на местен диалект U' Vacu, У' Ваку) е малко градче и община в Южна Италия, провинция Козенца, регион Калабрия. Разположено е на 429 m надморска височина. Населението на общината е 2683 души (към 2012 г.).